# 骨まで愛して
「骨まで愛して」（ほねまであいして）は、1966年（昭和41年）1月に城卓矢がリリースした、同名義での初めてのシングル、ならびに同シングルのA面楽曲のタイトル、および同楽曲を原作・主題歌とした同年7月9日公開の斎藤武市監督による日本の映画である。オリジナル7インチシングル盤規格品番：TP-1197。

## 略歴
- 1966年1月 : 菊地正夫、城卓矢に改名すると共にシングル「骨まで愛して」を発表して再デビュー
- 同年7月9日 : 同作を原作とした映画『骨まで愛して』公開
- 同年12月31日 : 同作をもって『第17回NHK紅白歌合戦』に初出場
- 1989年5月9日 : 城卓矢、急逝
- 同年6月7日 : 同作を収録したベスト盤CD『城卓矢 全曲集』発売

## 概要
1958年（昭和33年）、東京・有楽町の日本劇場で開かれた第1回『日劇ウエスタンカーニバル』にウエスタン・キャラバンのメンバーとして参加、1960年（昭和35年）にテイチク・レコード（現：テイチクエンタテインメント）から「ひとりぼっちで」でデビュー、B面曲「スタコイ東京」で注目を浴びた菊地正夫は、1963年（昭和38年）に東芝レコード（東芝音工→東芝EMI→EMIミュージック・ジャパン）に移籍、「アホカイ節」等をリリースしていた。1966年（昭和41年）1月、心機一転して『城卓矢』と改名、本作は、親戚にあたる川内康範がプロデューサーとなり、作詩は川内の妻『川内和子』名義で川内が書き、兄の北原じゅんが『文れいじ』名義で曲を書いた、再デビュー曲である。
本作は、167万枚を売り上げるミリオンセラーとなる（1968年時点）。
本楽曲は1966年2月4日に起きた全日空羽田沖墜落事故にて、事故現場へ駆け付けた川内康範が現場にて目撃し体験した出来事に基づいて制作されたという経緯がある。

川内は更に本楽曲を原作に脚本を書き、日活が渡哲也主演で映画化、本楽曲は同作の主題歌となり、城卓矢も本人役で同作に出演している。同作は同年7月9日に公開された。
城卓矢は、本楽曲のヒットをもって同年12月31日、東京・日比谷の東京宝塚劇場で行なわれた『第17回NHK紅白歌合戦』に初出場を果たしている。
レコード録音版の調は変ニ長調（嬰ハ長調）であるが、歌番組などではニ長調で披露することも多かった。
1984年頃に放送された東芝家具調こたつのCMで榊原郁恵が本楽曲の替え歌を唄った。また、1985年放送のグリコスナック『とと吉』のCMでも唄われている。
1989年（平成元年）5月9日、城卓矢・急逝。同年6月7日に東芝EMIが発売したベスト盤CD『城卓矢 全曲集』に収録された。
JASRACデータベースでは、作詞：川内康範／作曲：北原じゅん／出版者：クラウンミュージック、と登録されている。

## 収録曲
全作詩：川内和子（川内康範）／作曲・編曲：文れいじ（北原じゅん）
1. 骨まで愛して（3分40秒）
2. ひとりじゃ淋しいんだ（3分01秒）

## カバー
1974年（昭和49年）、藤圭子の全曲 川内康範 作品により構成されたアルバム『夜とあなたが』（JRS-7321）に収録されている。
続いて1975年（昭和50年）、キングレコードから発売された原みつるとシャネル・ファイブのライヴアルバム『シャネル・ファイブ・イン・サッポロ』で、同バンドの梅村良一の編曲により原みつる（後の平田満）の歌唱でカバーされている。同アルバムのジャケットには「作詞：川内和子、作曲：文れいじ」ではなく「作詞：川内康範、作曲：北原じゅん」と記載されている。
また同曲は、2003年（平成15年）、舟木一夫のプロデュース、桜庭伸幸の編曲により竜小太郎の歌唱で「HO-NEまで愛して」のタイトルでカバーされている。
その他アジアでも、香港の方逸華による北京語カバー「愛你入骨」、台湾の姚蘇蓉による北京語カバー「恨你入骨」、郭金發による閩南語カバー「愛你入骨」などがヒットしている。マレーシアの鄭錦昌による広東語カバー「怨情」もある。

## ディスコグラフィ
骨まで愛して
- 城卓矢、シングル「骨まで愛して」所収、東芝音工、1966年発売
- 原みつるとシャネル・ファイブ（編曲：梅村良一）、ライヴアルバム『シャネル・ファイブ・イン・サッポロ』所収、キング、1975年発売
- 城卓矢、ベスト盤『城卓矢 全曲集』所収、東芝EMI、1989年6月7日発売
- 竜小太郎、シングル「HO-NEまで愛して」所収、ガウスエンタテインメント、2003年1月22日発売
- 城卓矢、ベスト盤『城卓矢 名曲集』所収、EMIミュージック・ジャパン、2008年11月12日発売、規格品番：TOCT-000294[7]

ひとりじゃ淋しいんだ
- 城卓矢、ベスト盤『城卓矢 全曲集』所収、東芝EMI、1989年6月7日発売
- 城卓矢、ベスト盤『城卓矢 名曲集』所収、EMIミュージック・ジャパン、2008年11月12日発売、規格品番：TOCT-000294[7]

## 映画
『骨まで愛して』（ほねまであいして）は、1966年（昭和41年）製作・公開された斎藤武市監督による日本映画である。本作に本人役で出演している城卓矢の同名のヒット曲を原作に、同曲の作詩をした川内康範が脚本を執筆、渡哲也、松原智恵子、浅丘ルリ子らが主演した。

### スタッフ・作品データ
- 企画 : 仲川哲朗
- 監督 : 斎藤武市
- 原作・脚本 : 川内康範
- 撮影 : 萩原憲治
- 照明 : 大西美津男
- 録音 : 秋野能伸
- 美術 : 坂口武玄
- 編集 : 近藤光雄
- 音楽 : 小杉太一郎
- 助監督 : 八巻晶彦（サード）
- 技斗：高瀬将敏
- 振付：天宮輝

- 製作 : 日活
- 上映時間（巻数 / メートル） : 92分 [8]（9巻 / 2,493m）
- フォーマット : 白黒映画 - スコープ・サイズ（2.35:1） - モノラル録音
- 公開日 :  日本 1966年7月9日
- 配給 :  日活
- 同時上映：『夜のバラを消せ』

### キャスト
クレジット順 
- 渡哲也 - 加納誠
- 松原智恵子 - 小川千代
- 浅丘ルリ子 - 神林あや子
- 浜川智子 - 圭子
- 郷鍈治 - 哲
- 近藤宏 - 藤崎
- 深江章喜 - 相川
- 弘松三郎 - 中国人
- 杉江弘 - 浩一
- 北龍二 - 小川
- 河上信夫 - 石岡
- 市村博 - サブ
- 宮原徳平 - 刑事
- 青木富夫 - 運び屋
- 福田トヨ - 小料理お女将
- 柴田新三 - 黒田
- 木島一郎 - 吉田
- 島村謙次 - 青木組子分A
- 吉田毅 - 五郎
- 沢美鶴 - 藤崎組子分A
- 桂小かん - 牧夫A
- 水川国也 - 船員風の男
- 山口吉弘 - 竜
- 本目雅昭 - 青木組子分B
- 伊藤浩
- 秋山耕志 - バーテンA
- 浜口竜哉 - バーテンB
- 大庭喜儀
- 澄田浩介 - 牧夫B
- 三谷竜男 - 支配人
- 田中滋 - 牧夫C
- 立川博
- 加藤ヒロ実 - 牧場の従業員A
- 大谷木洋子 - 牧場の従業員B
- 内海錠二
- 園田健夫 - ボーイ
- 広瀬義彦 - 山本
- 城卓矢 - 城卓矢（本人役）
- 金子信雄 - 青木
- 宍戸錠 - ダイスの政